# Albert Gombault
François Alexis Albert Gombault, né le 2 octobre 1844 à Orléans (Loiret) et mort le 23 septembre 1904 à Paris, est un médecin, neurologue et pathologiste français.

## Aperçu biographique
Fils d'instituteur, il fait ses études médicales à Paris, où il est reçu externe en 1866 puis interne en 1869. En 1872, il rejoint le service de Jean-Martin Charcot à la Salpêtrière. Il présente sa thèse intitulée Sclérose latérale amyotrophique connue aujourd'hui sous le nom de maladie de Charcot. Entre 1877 et 1888, il est préparateur auprès de Georges Hayem (directeur adjoint) puis chef de laboratoire d'anatomie pathologique à la Faculté de médecine de Paris. Médecin des hôpitaux en 1882, il restera attaché à l'Hospice des incurables d'Ivry à partir de 1887 et tout au long de sa vie.
Il poursuit ses recherches en laboratoire aux côtés de Victor André Cornil, continuant ainsi la méthode anatomo-clinique de l'école de la Salpêtrière. Il assure un cours libre d'anatomie pathologique à la Faculté de médecine à partir de 1888.
Il sera également conservateur du Musée Dupuytren et adjoint au maire du 6e arrondissement de Paris entre 1884 et 1887. Il est un des membres fondateurs de la Société de Neurologie. Il est fait chevalier de la Légion d'honneur en 1898.

## Œuvres et publications
- « Sclérose symétrique des cordons latéraux de la moelle et des pyramides antérieures dans le bulbe », Arch. physiol. norm. pathol., vol. 4,‎ 1871, p. 509.
- « Pseudarthrose de la jambe », Revue photographique des hôpitaux de Paris, Paris, Adrien Delahaye, vol. 4,‎ 1872 (lire en ligne).
- « Flexion permanente des deux membres inférieurs, reconnaissant pour cause probable une attitude longtemps prolongée ; Intégrité des articulations des muscles et du système nerveux », Revue photographique des hôpitaux de Paris, Paris, vol. 4, Adrien Delahaye,‎ 1872 (lire en ligne).
- « Contribution à l'histoire anatomique de l'atrophie musculaire saturnine », Archives de physiologie normale et pathologique, vol. 5,‎ 1873, p. 592.
- Étude sur la sclérose latérale amyotrophique, Paris, bureaux du Progrès médical, 1877, 87 p., in-8° [monographie imprimée] (lire en ligne).
- « Contribution à l'étude anatomique de la névrite parenchymateuse subaiguë ou chronique : Névrite segmentaire périaxile », Archives internationales de neurologie, vol. 1, no 1,‎ 1880, p. 11 et suiv. ; suite : ibid., vol. 1, no 2, 1880, p. 177-190 (lire en ligne)[3].
- « Note sur l'état des nerfs périphériques dans l'empoisonnement lent par le plomb chez le cochon d'Inde », Progrès médical, vol. 8,‎ 1880, p. 181.
- « Sur les lésions de la névrite alcoolique », C. r. hebd. séances Acad. sci., d, vol. 102,‎ 1886, p. 439-440.
- « La Démence terminale dans les psychoses », Annales médico-psychologiques,‎ 1900, p. 213-249.

En collaboration
- avec Jean-Martin Charcot:
  - « Note sur un cas d’atrophie musculaire progressive spinale protopathique (type Aran-Duchenne) », in: Arch Physiol, 2 (1875): 735-755.
  - « Contributions à l'étude anatomique des différentes formes de la cirrhose du foie », in: Arch Physiol Normale Pathol, 3 (1876): 453.
  - « Note sur les oblitérations du foie consécutive à la ligature du canal cholédoque », in: Arch Physiol Normale Pathol, 8 (1876): 272-299.
  - « Recherches sur la structure et le mode de formation des cellules géantes dans le tubercule », in: Progrès médical (1878).
- avec Claudien Philippe:
  - « Contribution à l'étude des lésions systématisées des cordons blancs de la moelle épinière », in: Arch Med exp, 1894, 6:365-424, 538-582.
  - « État actuel des connaissances sur la systématisation des cordons postérieurs de la moelle épinière », in: La Semaine Médicale, 1895, 15:161-166.
  - « Contribution à l'étude des aphasies », in: Archives de Médecine expérimentale et d'Anatomie pathologique, 1896, 8:371-397 et 545-585.
- avec J. Mallet: « Un cas de tabès ayant débuté dans l'enfance: autopsie », in: Arch Med exp, 1 (1889): 385-415.
- avec Jacques Victor Wallich (1863-1925): Note sur un cas de lésions traumatiques de la moelle épinière, Asselin et Houzeau (Paris), 1889, in-8° , 37 p., fig.
- avec Louis-Antoine Ranvier et Victor André Cornil : « Histologie pathologique du système nerveux central. (1). Deuxième section. Cerveau. » par MM. A. Gombault et A. Riche, in:  Manuel d'histologie pathologique, 3e édition, Tome III, F. Alcan (Paris), 1903, Texte intégral.

## Éponymie
- Infarctus (ou nécrose) de Charcot-Gombault: infarctus biliaire, "zone de nécrose du parenchyme hépatique secondaire à une cholestase hépatique intense et de durée prolongée"[4].
- Faisceau triangulaire (ou triangle) de Gombault-Philippe[5]: faisceau septo-marginal [(la)fasciculus septomarginalis][6] de la moelle épinière.